# Cliff Bleszinski

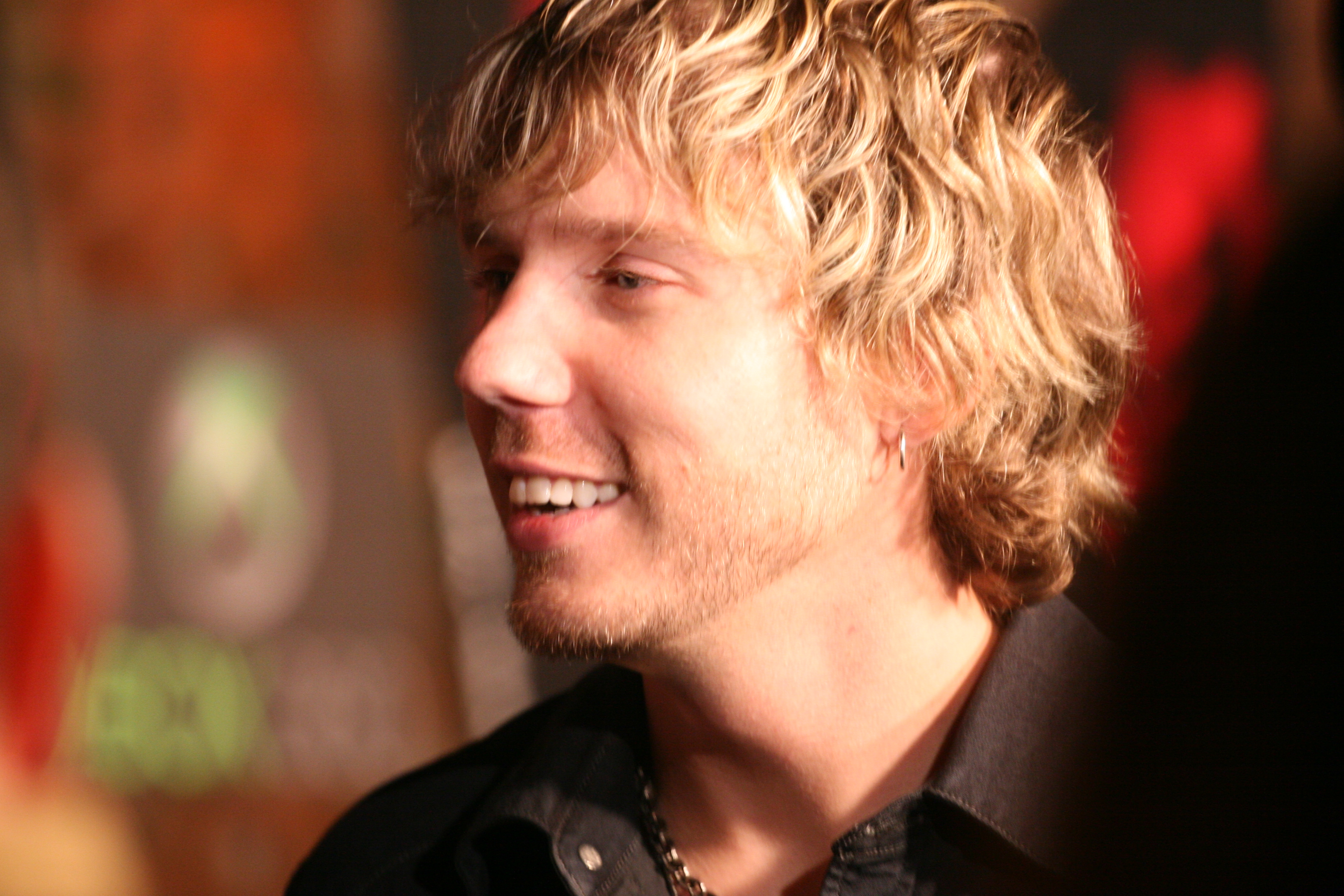
Cliff Bleszinski

Cliff Bleszinski (ur. 12 lutego 1975) – współzałożyciel studia Boss Key Productions, wcześniej główny projektant gier komputerowych w firmie Epic Games (dawniej Epic Megagames). Stworzył między innymi gry: Unreal, Unreal Tournament, Dare to Dream, Jazz Jackrabbit, The Palace of Deceit: Dragon's Plight, Gears of War oraz Gears of War 2.